# Monte Rio
Monte Rio ist ein census-designated place (CDP) in Sonoma County im US-Bundesstaat Kalifornien mit 1080 Einwohnern (Stand: 2020).
Der Ort liegt am Russian River nahe dem Pazifischen Ozean. Die Stadt Guerneville liegt östlich von Monte Rio und Jenner nordwestlich des Ortes. Der „Bohemian Grove“ befindet sich in Monte Rio.

## Geschichte

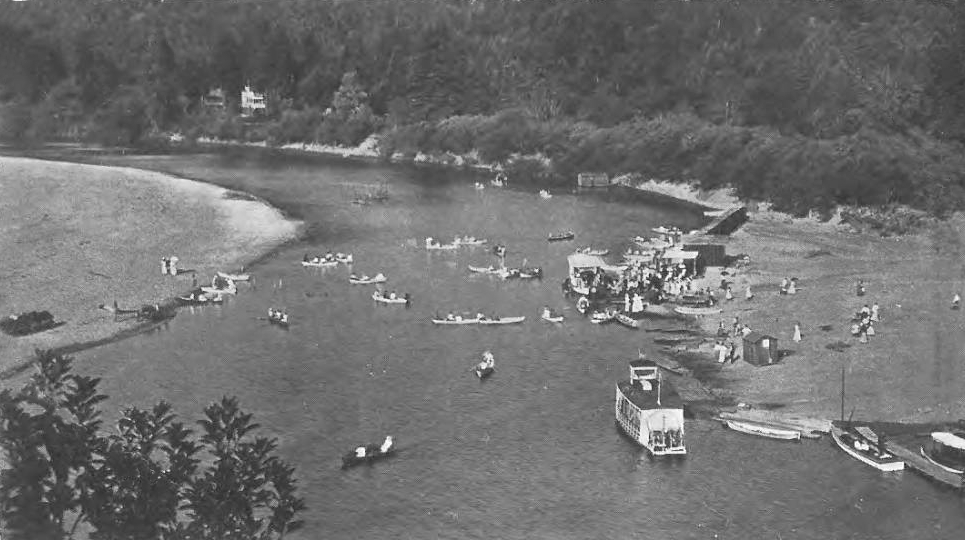
Ufer des Russian River in Monte Rio, 1909

Beginnend in den 1870er Jahren war Monte Rio ein Haltepunkt der North Pacific Coast Railroad, die Cazadero mit der Fähre von Sausalito verband. Das Holz von Mammutbäumen aus den lokalen Sägemühlen wurde über diese Strecke zum Bau von San Francisco transportiert. Nach Aufgabe der Sägemühlen wurde das Gebiet als Urlaubsparadies bekannt. Die Züge brachten Einwohner von San Francisco zu Sommer-Hütten; auch ein siebenstöckiges Hotel in der Innenstadt gab es. Teile des 1942 gedrehten, Oscar-prämierten Films Holiday Inn spielen im Village Inn Resort in Monte Rio. Die Bahnstrecke ist inzwischen stillgelegt und die Gegend wird hauptsächlich von ganzjährig Sesshaften bewohnt.
Ungeachtet umfangreicher Holzeinschläge in der zweiten Hälfte des 19. Jahrhunderts wurde ein 65 ha großes, von alten Mammutbäumen bestandenes Gebiet durch die Sonoma Lumber Company geschützt und 1899 an den Bohemian Club in San Francisco verkauft. Der Club erwarb in der Folge Dutzende weiterer Parzellen und besitzt nun annähernd 1.100 ha (2.712 ac), die für seine Sommertreffen genutzt werden.

## Geografie
Nach dem United States Census Bureau nimmt die Ortschaft eine Gesamtfläche von 5,2 km² ein; davon sind 4,9 km² Land- und 0,3 km² (3,68 %) Wasserfläche.

## Bevölkerung

### 2010
Die Volkszählung (Census) von 2010 ermittelte für Monte Rio eine Bevölkerung von 1.152 Personen. Die Bevölkerungsdichte lag damit bei 225/km². Davon waren 1.047 Personen (90,9 %) Weiße, 10 (0,9 %) Afroamerikaner, 6 (0,5 %)
indianischer, 11 (1,0 %) asiatischer Abstammung, 1 (0,1 %) Pazifik-Insulaner, 16 (1,4 %) von anderen „Rassen“ und 61 (5,3 %) von zwei oder mehr „Rassen“. Hispanics oder Latinos jedweder Herkunft waren 79 Personen (6,9 %).
Laut Census lebten 93,6 % in Haushalten und 6,4 % in „nicht-institutionalisierten Gruppen-Quartieren“.
Es gab 576 Haushalte, von denen 85 (14,8 %) Kinder unter 18 Jahren beherbergten; 151 Haushalte (26,2 %) wurden von zusammenlebenden Ehepaaren geführt, in 43 (7,5 %) waren Mütter alleinerziehend, in 32 (5,6 %) Väter. Es gab 42 (7,3 %) unverheiratete nicht-gleichgeschlechtliche Lebensgemeinschaften sowie 37 (6,4 %) gleichgeschlechtliche Lebensgemeinschaften. 247 Haushalte (42,9 %) wurden von Singles gebildet, von denen 61 (10,6 % der Gesamtzahl) Personen 65 Jahre oder älter waren. Die durchschnittliche Haushaltsgröße betrug 1,87 Personen. Von allen Haushalten waren 226 Familien (39,2 %); die durchschnittliche Familiengröße betrug 2,54 Personen.
Die Gesamtpopulation gliederte sich in 132 Personen (11,5 %) unter 18 Jahren, 63 Personen (5,5 %) zwischen 18 und 24, 253 Personen (22,0 %) zwischen 25 und 44, 528 Personen (45,8 %) zwischen 45 und 64 und 176 Personen (15,3 %) von 65 und mehr Jahren. Der Median des Alters betrug 50,7 Jahre. Auf 100 Frauen kamen 119,8 Männer, im Alter von über 18 waren es auf 100 Frauen 125,2 Männer.
Von 930 Wohneinheiten mit einer mittleren Dichte von 181,7/ km² wurden 56,9 % von Eigentümern und 43,1 % von Mietern bewohnt. Leerstehende Eigentümer machten 3,7 % aus, wogegen es 9,1 % leerstehende Mietobjekte gab. 57,0 % der Bevölkerung lebten in eigenen Wohneinheiten und 36,5 % in gemieteten Objekten.

### 2000
Nach dem Census von 2000 gab es in der Ortschaft 1.104 Einwohner, 549 Haushalte und 233 Familien. Die Bevölkerungsdichte betrug 290,0/ km². Es gab 807 Wohneinheiten mit einer mittleren Dichte von 221,0/ km². Von allen Einwohnern waren 91,76 % Weiße, 0,72 % Afroamerikaner, 0,09 % Pazifik-Insulaner, 0,54 % indianischer, 0,72 % asiatischer und 1,99 % „sonstiger“ Herkunft sowie 4,17 % mit zwei oder mehr „Rassen“. Der Anteil der Hispanics oder Latinos betrug 7,34 %.
Von den 549 Haushalten beherbergten 19,9 % Kinder unter 18 Jahren; 24,0 % wurden von verheirateten Paaren gebildet, 12,6 % von alleinerziehenden Müttern; 42,6 % der Haushalte lebten als Familien zusammen, 41,0 % als Singles, wobei 7,7 % allein lebende über 65-Jährige waren. Die durchschnittliche Haushaltsgröße betrug 2,01 Personen, die durchschnittliche Familiengröße 2,75.
Die Altersstruktur bildeten 18,3 % unter 18, 5,2 % zwischen 18 und 24, 30,3 % zwischen 25 und 44, 35,1 % zwischen 45 und 64 und 11,2 % über 65 Jahren. Der Alters-Median betrug 44 Jahre. Auf 100 Frauen kamen 110,3 Männer, bei den über 18-Jährigen 113,7 Männer.
Der Median des Einkommens betrug pro Haushalt 38.299 US$, der von Familien 46.336 US$. Männer hatten einen Einkommens-Median von 29.135 US$ gegenüber 28.750 US$ bei den Frauen. Das Pro-Kopf-Einkommen in der Ortschaft betrug 20.262 US$. Etwa 12,1 % der Familien und 16,0 % der Gesamt-Bevölkerung lebte unterhalb der Armutsgrenze, was 22,7 % der unter 18-Jjährigen und keine der über 65-Jährigen betraf.

## Legislative
Für die Legislative von Kalifornien befindet sich Monte Rio im 2. Wahlbezirk des Senats von Kalifornien, der 2017 vom Demokraten Mike McGuire vertreten wurde, sowie im 2. Wahlbezirk des California State Assembly, 2017 vertreten durch den Demokraten Jim Wood.
Für das US-Repräsentantenhaus liegt Monte Rio im 2. Kongresswahlbezirk von Kalifornien, 2017 vertreten durch den Demokraten Jared Huffman.